# 美術館へ行こう〜メトロポリタン美術館のセサミストリート〜
美術館へ行こう〜メトロポリタン美術館のセサミストリート〜（Don't Eat the Pictures: Sesame Street at the Metropolitan Museum of Art）は、1983年11月16日にアメリカのPBSでテレビ放送された特別番組。日本では1988年5月5日にNHK教育で放送された。

## ストーリー
メトロポリタン美術館で見学をしているセサミストリートのなかまたち。ところがもう閉館時間のため、美術館から帰ることになる。しかし、ゾウのスナッフィーが失踪し、ビッグバードはスナッフィーを探すことに。そしてスナッフィーは無事見つかり、2人の目の前にエジプトのサーフー王子と出会う。

## 出演者
| キャラクター           | 担当俳優                                                    | 日本語吹替 |
| ---------------------- | ----------------------------------------------------------- | ---------- |
| ビッグバード           | キャロル・スピニー                                          | 水島裕允   |
| オスカー・ザ・グラウチ | キャロル・スピニー                                          | 玄田哲章   |
| クッキーモンスター     | フランク・オズ                                              | 上田敏也   |
| グローバー             | フランク・オズ                                              | 中尾隆聖   |
| アーニー               | ジム・ヘンソン                                              | 小林修     |
| バート                 | フランク・オズ                                              | 大塚芳忠   |
| カウント伯爵           | ジェリー・ネルソン                                          | 大竹宏     |
| スナッフィー           | マーティン・ロビンソン ブライアント・ヤング（アシスタント） | 辻村真人   |
| テリー                 | ブライアン・ミール（VHS版） マーティン・ロビンソン（DVD版） | 野沢雅子   |
| 登場人物               | 担当俳優                                                    | 日本語吹替 |
| リンダ                 | リンダ・ボーブ                                              | -          |
| デイビッド             | ノーザン・キャロウェイ                                      | 上田敏也   |
| スーザン               | ロレッタ・ロング                                            | 野沢雅子   |
| マリア                 | ソニア・マンザーノ                                          | 吉田理保子 |
| ボブ                   | ボブ・マグラス                                              | 古川登志夫 |
| ゴードン               | ロスコー・オーマン                                          | 大塚芳忠   |
| サーフー王子           | アラム・チョードリー                                        | 浪川大輔   |
| オサイリス様           | フリッツ・ウィーヴァー                                      | 小林修     |
| 美術館の守衛           | ポール・ドーリー                                            | 小関一     |
| オリビア               | アライナリード・ホール                                      | 榊原良子   |
| 美術館のアナウンス     | ジョン・ストーン                                            | 小関一     |
| エジプトの悪魔         | ジェイムズ・メイソン                                        | 玄田哲章   |

その他の出演者
- カキザキ・ミカ
- デイビッド・ゼトリン・ジョーンズ
- アンドリュー・カッセス
- ナディア・ジョーンズ
- リー・アレクサンダー
- ジェイソン・ポール・ジャンザー

## 挿入歌
- Broken and Beautiful 歌 - オスカー・ザ・グラウチ
- I Want To Be Your Friend 歌 - スーパーグローバー
- Don't Eat the Pictures 歌 - クッキーモンスター、エンジェル・モンスター（アイビー・オースティン）
- You're Gonna Be A Star 歌 - ビッグバード、サフ
- Mothers and Children 歌 - オリビア

## スタッフ
英語版
- 脚本 - トニー・ガイズ
- 製作 - リサ・サイモン、アーリーン・シャーマン、トニー・ガイス
- 音楽 - ジョー・ラポソ、トニー・ガイス、スティーブン・J・ローレンス、クリストファー・サーフ、ディック・リーブ
- 監督 - ジョン・ストーン

日本語版
- 台本：滝沢ふじお

日本語吹き替え版では、原語版音声の上にアテレコされている（ボイスオーバー）。